# Organon

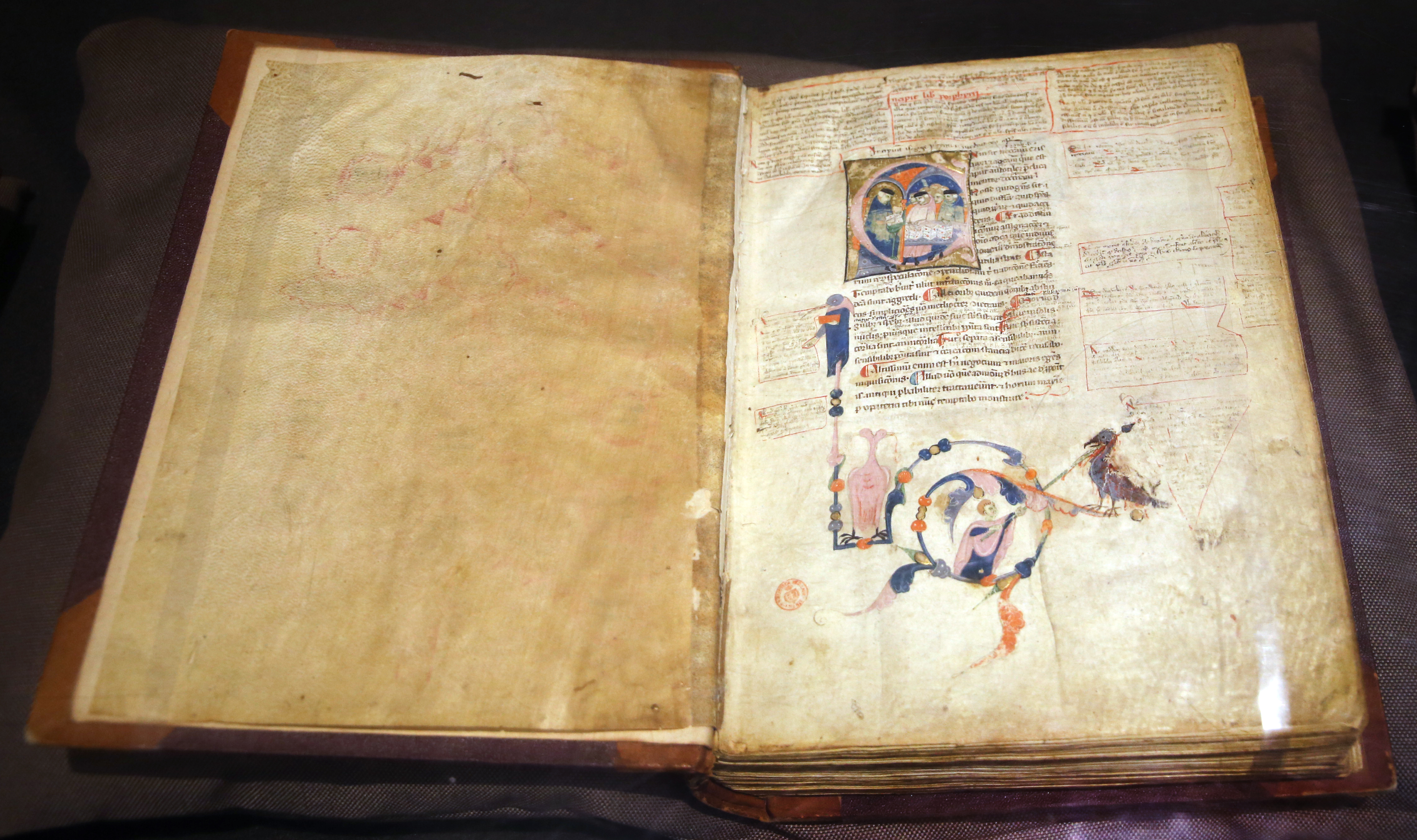
Organon

Organon (grekiska Ὄργανον) är en samling med sex verk om logik, skrivna av den grekiske filosofen Aristoteles. Verken sammanställdes under antiken av peripatetikerna, Aristoteles elever och efterföljare. Namnet Organon, "verktyg", är ett resultat av en konflikt mellan stoisk och peripatetisk filosofi; stoikerna menade att logiken var en del av filosofin, medan peripatetikerna menade att den endast var ett verktyg för filosofin. Under senantiken förlorade stoicismen inflytande och Aristoteles logik blev dominerande. Genom sin ihållande ställning under medeltiden, i såväl den kristna som muslimska världen, har den lagt grunden för senare tiders logik.

## Verk
1. Kategoriai (Κατηγορίαι, latin: Categoriae), kategorier, ett hierarkiskt klassificeringssystem för allt som finns i världen.
2. Peri hermeneias (Περὶ ἑρμηνείας, latin: De interpretatione), om tolkning, om utsagor och hur de kan avgöras vara sanna eller falska. Boken gavs ut på svenska 2000 under den latinska titeln.[2]
3. Analytika protera (Ἀναλυτικὰ πρότερα, latin: Analytica priora), om det syllogistiska tillvägagångssättet. Utgiven på svenska 2020, under titeln Första Analytiken.
4. Analytika hystera (Ἀναλυτικὰ ὕστερα, latin: Analytica posteriora), om vetenskaplig teori och bevisföring.
5. Topoi (Τόποι, latin: Topica), om giltig argumentation och slutledning.
6. Peri sophistikon elenchon (Περὶ σοφιστικῶν ἐλέγχων, latin: De sophisticis elenchis), om logiska felslut. Boken gavs ut på svenska 2000 som Om sofistiska vederläggningar.[2]